# جولي ديلون
جولي ديلون (بالإنجليزية: Julie Dillon)‏ هي رسامة توضيحية أمريكية، ولدت في 1982.

## وصلات خارجية
- الموقع الرسمي